# 2016年美國
|        | 美國歷史 \| 美國歷史年表                                                                                                   |
| 世紀： | 20世紀美國 \| 21世紀美國 \| 22世紀美國                                                                                     |
| 年代： | 1980年代美國 \| 1990年代美國 \| 2000年代美國 \| 2010年代美國 \| 2020年代美國 \| 2030年代美國 \| 2040年代美國               |
| 年份： | 2012年美國 \| 2013年美國 \| 2014年美國 \| 2015年美國 \| 2016年美國 \| 2017年美國 \| 2018年美國 \| 2019年美國 \| 2020年美國 |
| 紀年： | 美国独立240周年 |

2016年美国，指的是美国在2016年的時局變化。

## 聯邦政府

總統：贝拉克·奥巴马
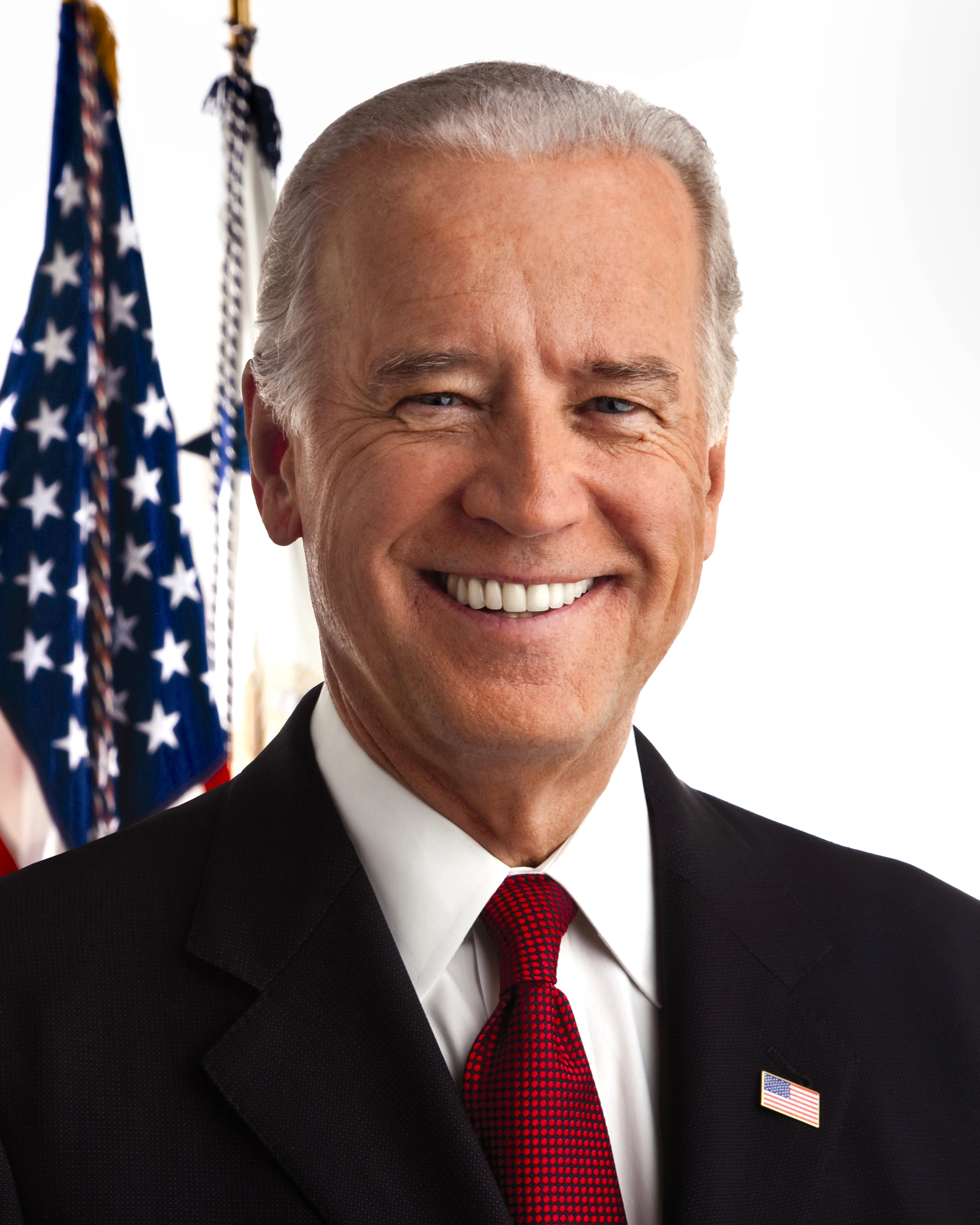
副總統：乔·拜登
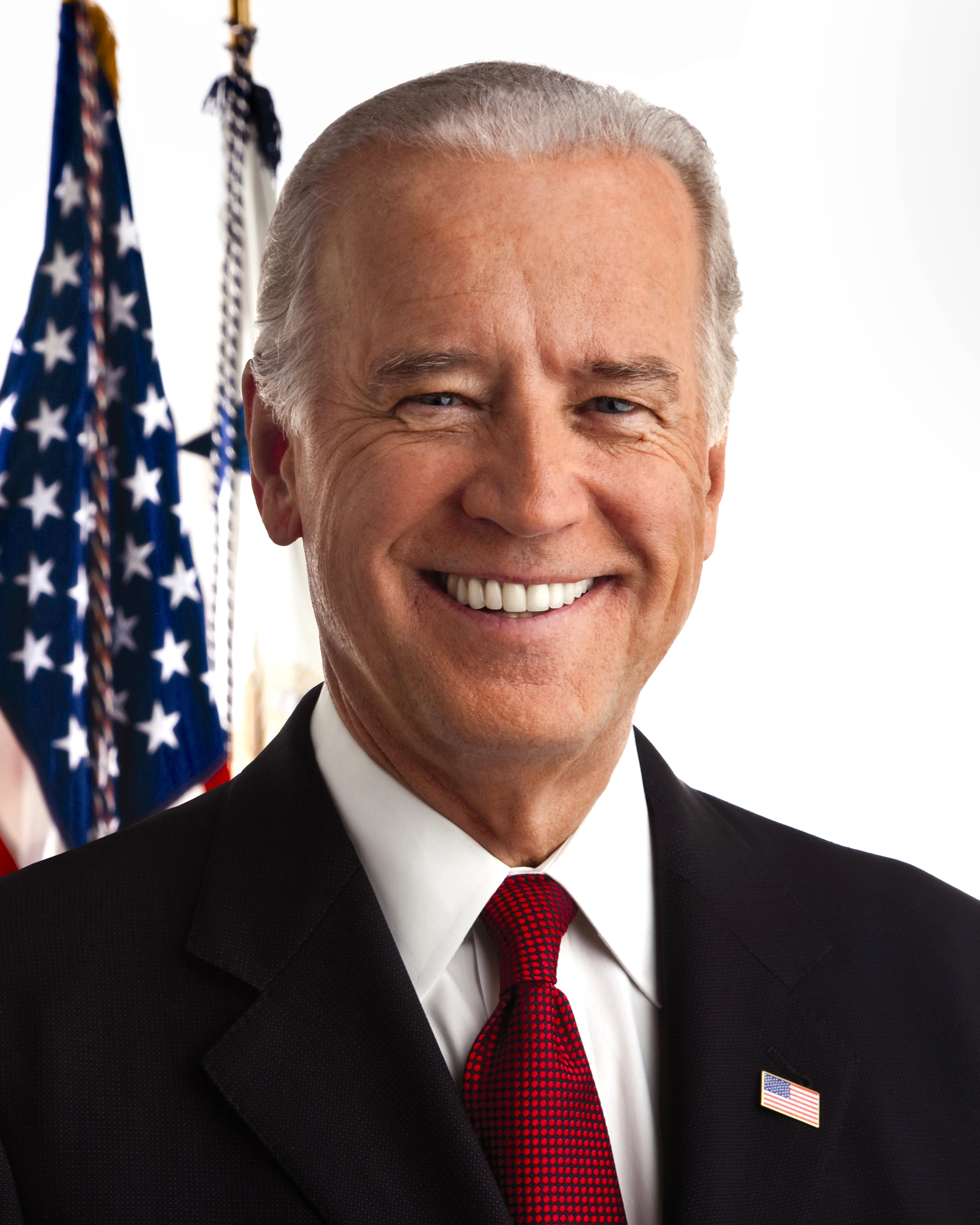
參議院議長：喬·拜登（副總統兼任）
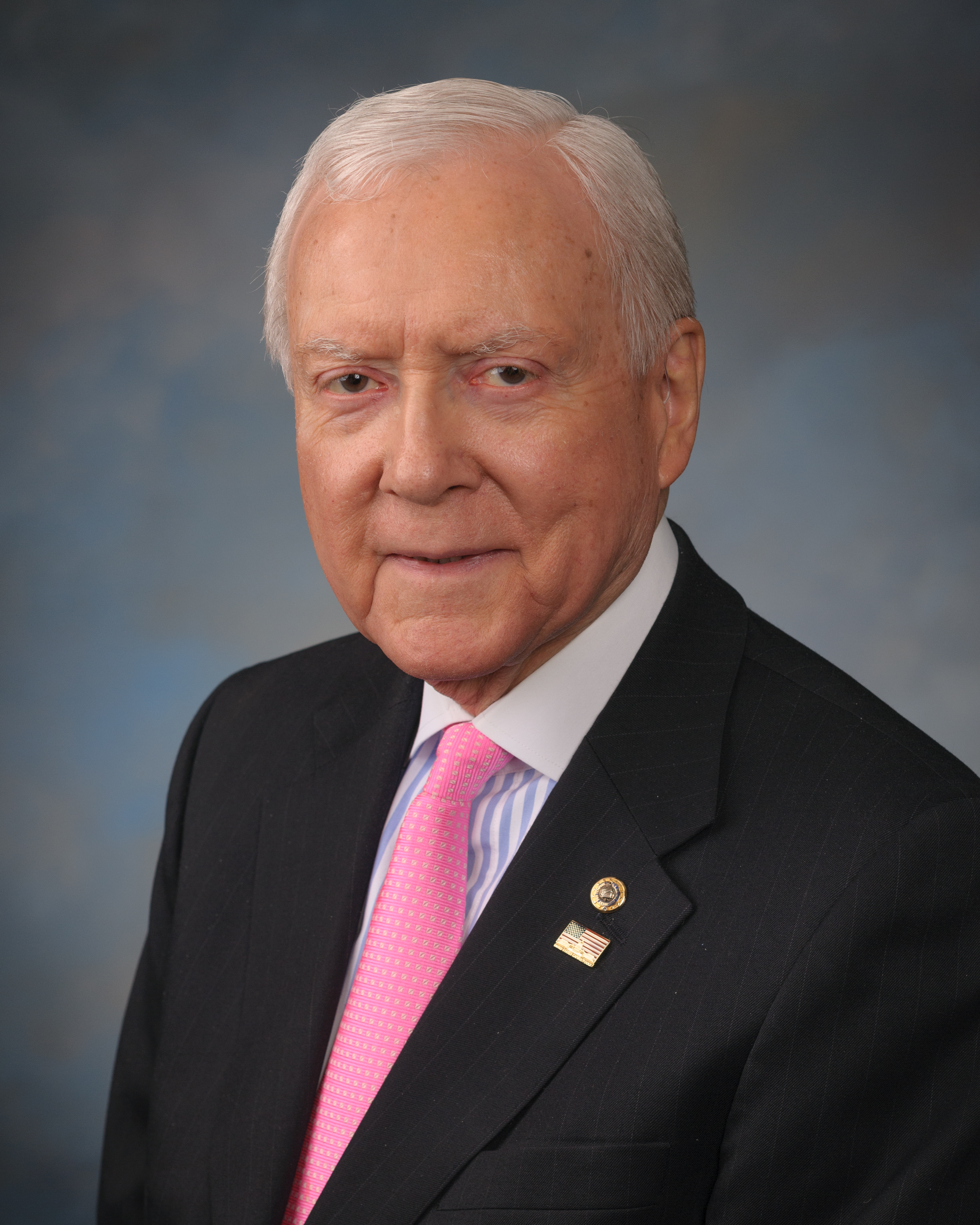
參議院臨時議長：奧林·哈奇
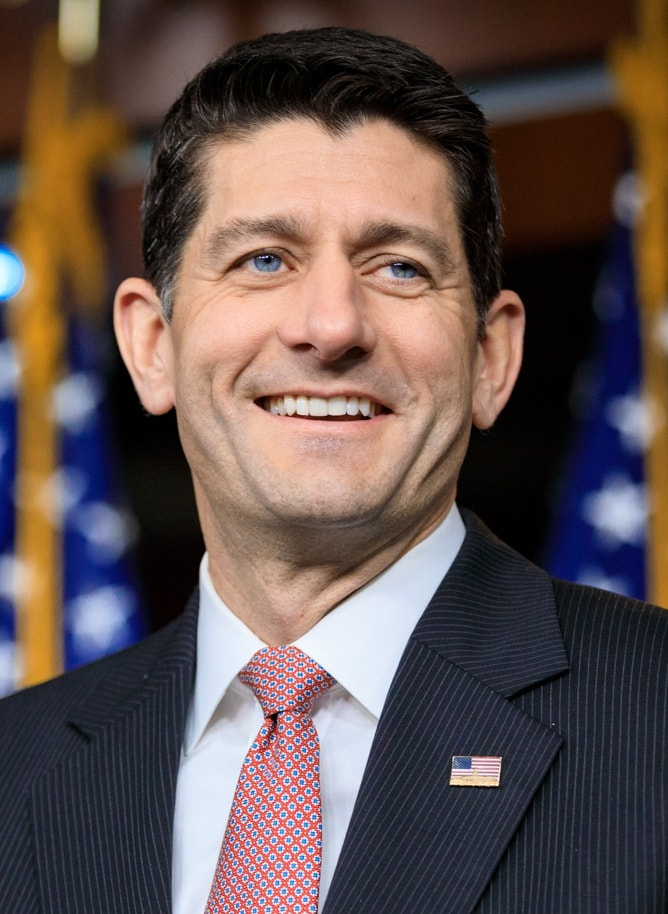
眾議院議長：保羅·萊恩
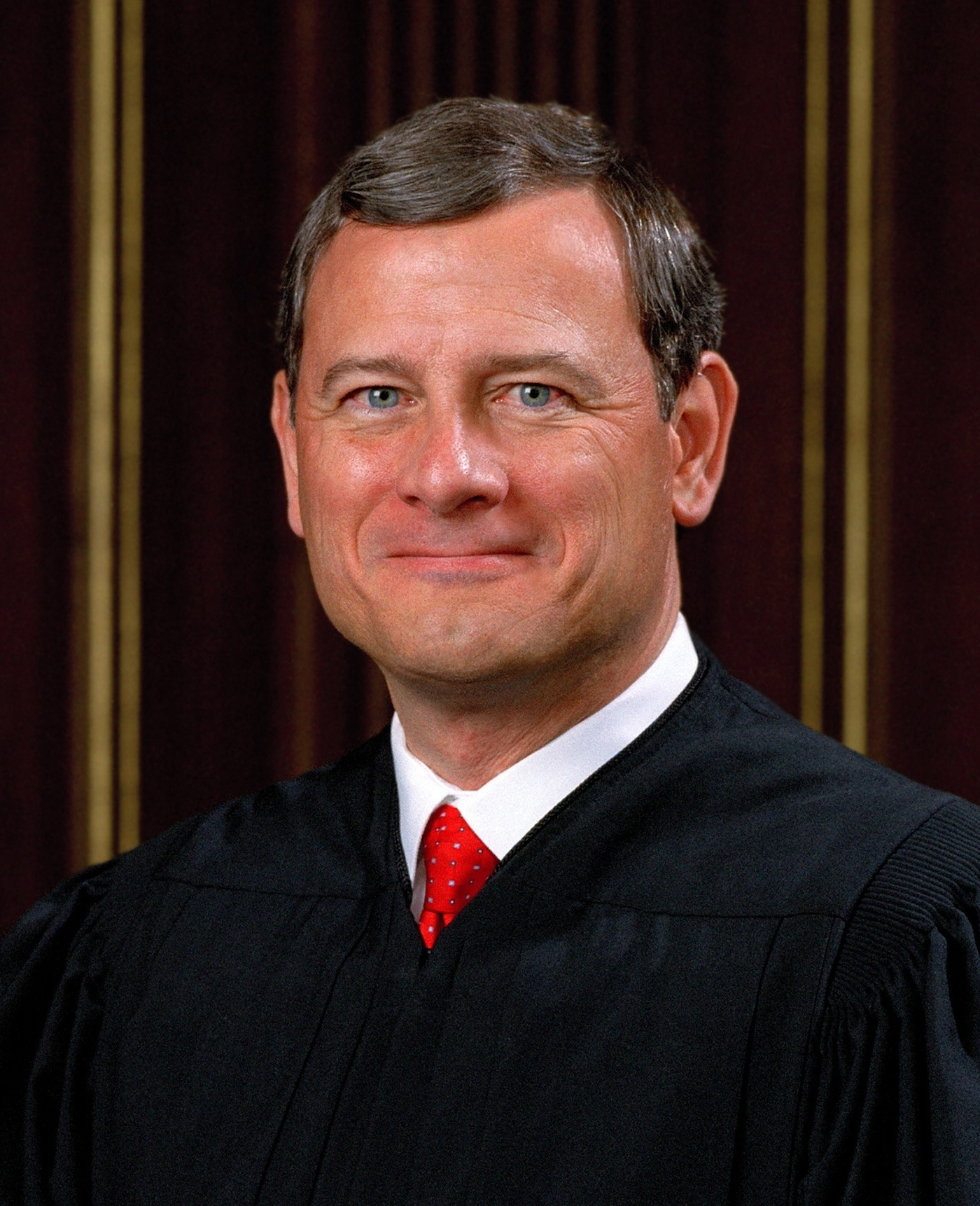
首席大法官：約翰·羅伯茨

## 大事时序

### 4月
- 4月5日，美国新泽西联邦地区法院律师保罗·J·费舍曼与美国移民和海关执法局（ICE）主任莎拉·R·萨尔达尼亚共同宣布通过虚构大学北新泽西大学进行的卧底行动结束，共有21名嫌疑人因学生签证欺诈被逮捕[1]。

### 9月
- 9月3日，达科他输油管道（英语：Dakota Access Pipeline）的建设引发北达科他州印第安部落的抗议，抗议活动视频经由网络传播后，引发美国和国际社会对2016年北达科他州反对输油管道事件的关注。

### 11月
- 11月8日：舉行總統選舉，由共和黨藉的唐納·川普、邁克·彭斯當選正副總統。

### 12月
- 12月2日，加州奧克蘭一個貨倉舉行派對期間發生大火（英语：2016 Oakland warehouse fire），釀成36死[2]2傷。兩層高的貨倉完全焚毀，屋頂燒至塌下，搜救工作一度受阻。貨倉起火時約有100人正舉行派對，大部分人介乎10餘至30多歲。消防仍在調查火警原因，但指不涉及縱火，初步認為貨倉內有太多雜物，令火勢加劇，加上沒有灑水系統，逃生出口亦不足，造成嚴重傷亡。貨倉內部分隔為多個工作室，供藝術家租住，亦經常用作音樂會場地。當局成立刑事調查組，調查建築物是否違規。政府部門之前接到附近居民多次投訴，指貨倉堆滿雜物，而且有人非法居住，11月展開調查。今次大火是自2003年羅德島夜總會大火造成100死230傷以來，美國最致命的火災。當局呼籲遇害者家屬保留梳、牙刷等可能保存死者基因的物件，以便確認遺體身份。